# Axel Delorme
Axel Delorme est un joueur d'échecs français né le 8 mai 1990.
Au 1er octobre 2023, il est le 28e joueur français avec un classement Elo de 2 487 points.

## Biographie et carrière
Maître international depuis 2008, Axel Delorme remporte le championnat de France junior en 2010.
Il obtient le titre de grand maître international en novembre 2017.
Il finit premier, ex æquo avec Charles Monroy, de l'Open du Mans en décembre 2017.